# Exagerado
Exagerado é o primeiro álbum solo do cantor e compositor brasileiro Cazuza, lançado em novembro de 1985 pela Som Livre. Originalmente, o álbum foi lançado como apenas "Cazuza", mas devido ao sucesso da faixa "Exagerado", foi popularmente renomeado. O álbum vendeu 50 mil cópias.

## História
Após quatro anos como vocalista e principal letrista do Barão Vermelho, Cazuza estava cada vez mais insatisfeito com sua carreira apesar do sucesso e reconhecimento ao redor do país. O cantor desejava ter liberdade de composição e expressão, tanto para escrever letras mais complexas quanto para explorar outros estilos musicais, o que contrastava com o trabalho tipicamente orientado para o rock e blues da banda. Em julho de 1985, em meio aos ensaios e negociações para o quarto álbum do Barão Vermelho, Declare Guerra, Cazuza decidiu sair da banda, alegando ele próprio ser "muito egoísta para dividir a atenção e os palcos". Uma semana depois, foi internado no Hospital São Lucas, em Copacabana, para ser tratado de uma pneumonia, o que anos mais tarde foi identificado como um dos primeiros sinais do vírus HIV.
Durante a estadia sua no hospital, Cazuza observava beija-flores que apareciam na sua janela, que o inspiraram a escrever a balada "Codinome Beija-Flor", um dos maiores sucessos de sua carreira. Ao sair da internação, passou a convidar amigos músicos para que musicassem suas letras, trabalho que até então ficava a cargo dos seus ex-colegas de banda. As parcerias com Leoni, Renato Ladeira, Rogério Meanda e outros, juntamente com os arranjos da banda de apoio recrutada por Nico Rezende trouxeram ao álbum uma sonoridade mais pop rock, com características de new wave, que se distanciava do blues rock característico do Barão Vermelho.
Dentre as músicas, haviam algumas das quais Cazuza originalmente compôs para o álbum da sua antiga banda, como "Balada de Um Vagabundo", "Mal Nenhum", "Só as Mães São Felizes", "Boa Vida", "Rock da Descerebração" e "Exagerado". Esta última, Cazuza dizia ser tanto uma letra autobiográfica quanto inspirada em Ezequiel Neves, amigo, empresário e produtor musical do álbum, juntamente com Nico Rezende.

## Recepção
Lançado em novembro de 1985, Exagerado recebeu, em geral, críticas positivas e foi um sucesso comercial, alcançando a marca de 50 mil cópias vendidas. A faixa "Só As Mães São Felizes" foi vetada pela censura e teve execução proibida em todo o território nacional por "empregar palavra de baixo calão", mas foi liberada posteriormente. Em contraponto, a canção-título é considerada atualmente um clássico atemporal, tornou-se um dos maiores sucessos de Cazuza e consolidou sua carreira solo como uma das de maior prestígio do rock nacional.

## Faixas
| N.º            | Título                   | Compositor(es)                         | Duração |  |
| 1.             | "Exagerado"              | Cazuza, Ezequiel Neves, Leoni          | 3:45    |  |
| 2.             | "Medieval II"            | Cazuza, Rogério Meanda                 | 4:22    |  |
| 3.             | "Cúmplice"               | Cazuza, Zé Luís                        | 3:30    |  |
| 4.             | "Mal Nenhum"             | Cazuza, Lobão                          | 3:45    |  |
| 5.             | "Balada de Um Vagabundo" | Frejat, Waly Salomão                   | 3:48    |  |
| 6.             | "Codinome Beija-Flor"    | Cazuza, Ezequiel Neves, Reinaldo Arias | 2:32    |  |
| 7.             | "Desastre Mental"        | Cazuza, Renato Ladeira                 | 3:24    |  |
| 8.             | "Boa Vida"               | Cazuza, Frejat                         | 3:08    |  |
| 9.             | "Só as Mães São Felizes" | Cazuza, Frejat                         | 3:46    |  |
| 10.            | "Rock da Descerebração"  | Cazuza, Frejat                         | 4:07    |  |
| Duração total: | Duração total:           | Duração total:                         | 36:07   |  |

## Banda
- Cazuza – vocais
- Nico Rezende – piano (Yamaha CP-80) e sintetizador (Yamaha DX-7, Roland JX-3P)
- Décio Crispim – baixo
- Rogério Meanda – guitarras
- João Rebouças – teclados
- Fernando Moraes – bateria e percussão
- Zé Luiz - saxofone